# مجموعة بوتيل
بوتيل في الكيمياء العضوية هي مجموعة وظيفية من مجموعات الألكيل تتكون من أربع ذرات كربون بحيث لها الصيغة العامة المجملة C4H9-، والتي يمكن أن تكون على شكل مستبدل أو جذر كيميائي.

## الأصناف
هناك أربعة أنواع ممكنة من البوتيل، والتي يمكن الحصول عليها:
- نظامي بوتيل أو ن-بوتيل (n-Butyl) الصيغة: –CH3–CH2–CH2–CH2 (الاسم النظامي بوتيل).
- ثانوي بوتيل (sec-Butyl) الصيغة: –(CH3–CH2–CH(CH3 (الاسم النظامي 1-ميثيل بروبيل).
- إيزوبوتيل (iso-Butyl) الصيغة: –(CH3)2CH–CH2 (الاسم النظامي 2-ميثيل بروبيل).
- ثالثي بوتيل (tert-Butyl) الصيغة: –CH3)3C) (الاسم النظامي 1,1-ثنائي ميثيل إيثيل).

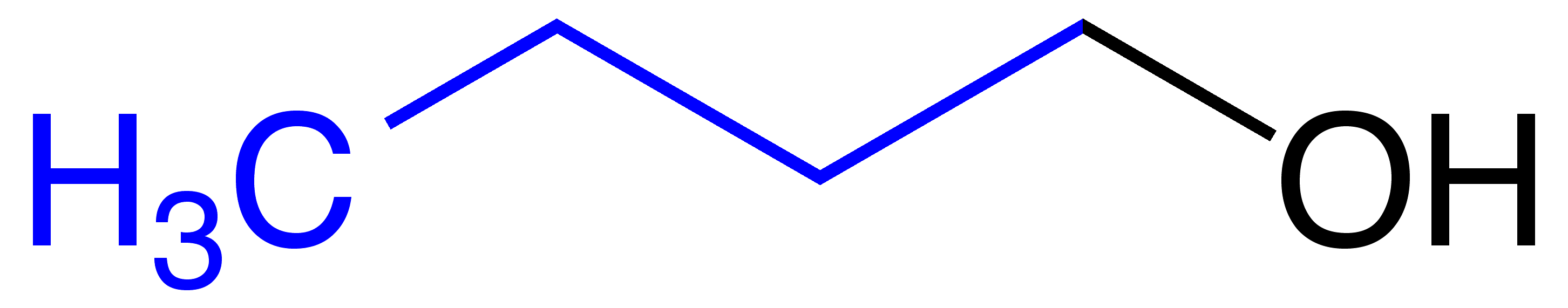
ن-بوتانول، مجموعة ن-بوتيل بالأزرق.
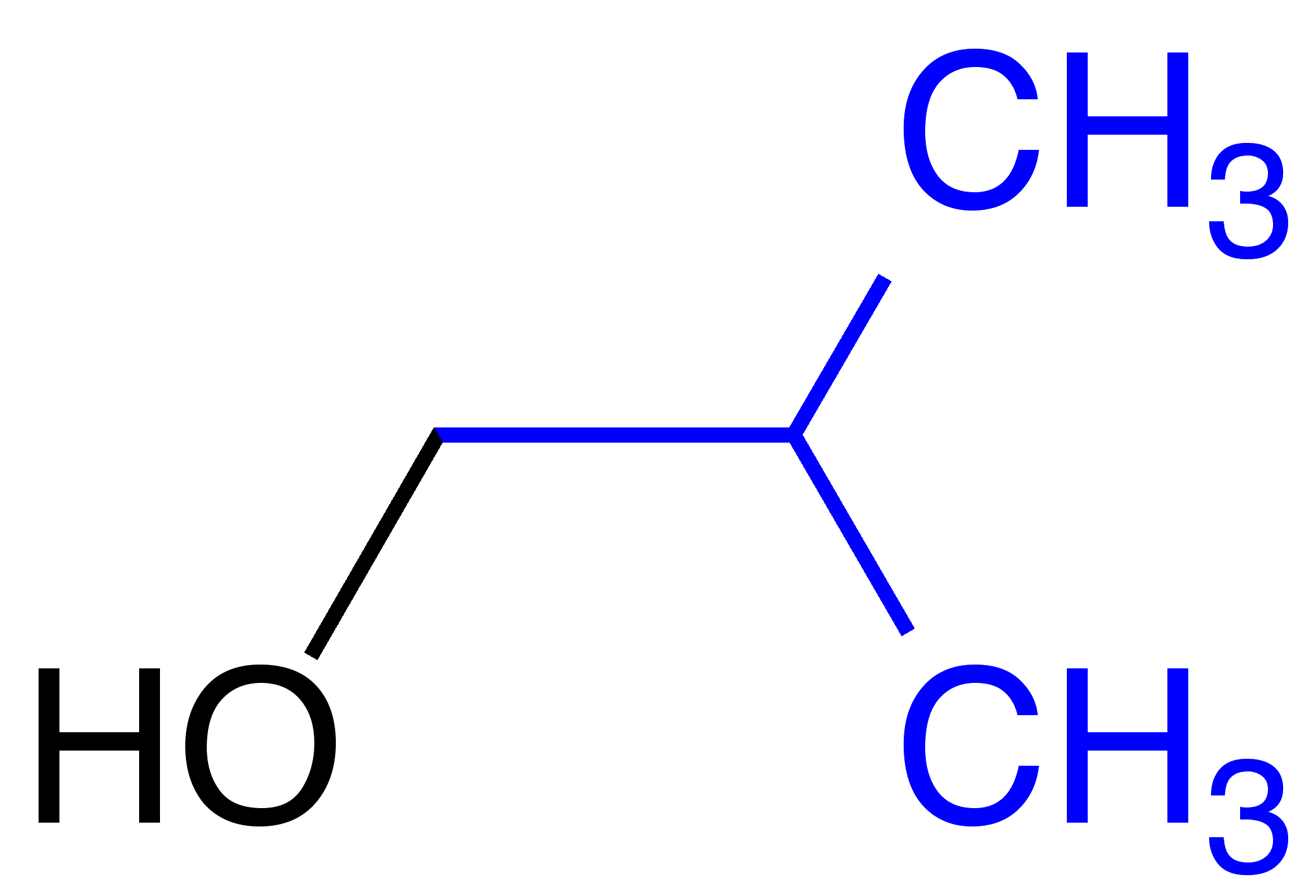
إيزو-بوتانول، مجموعة إيزو-بوتيل بالأزرق.
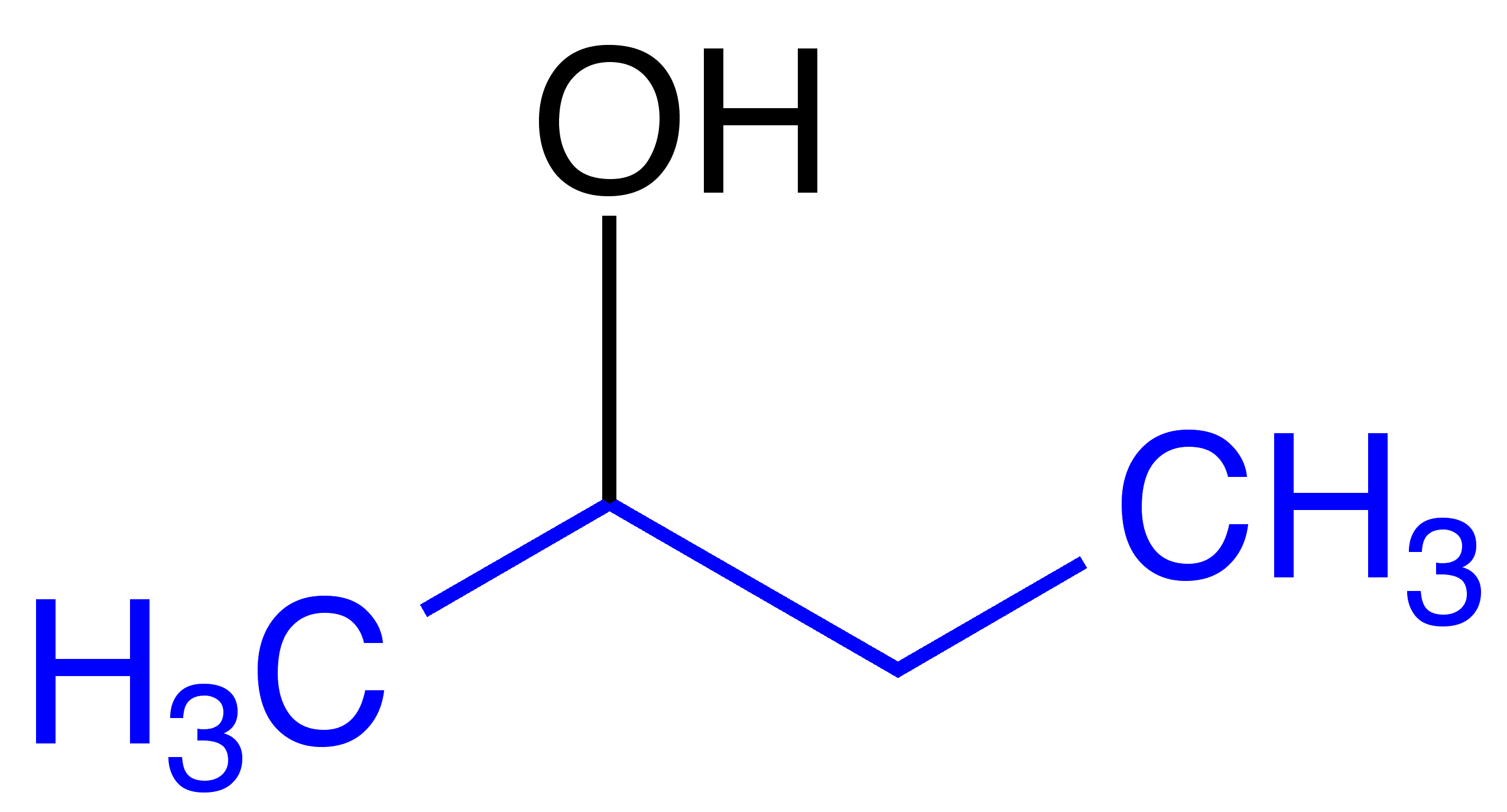
ثانوي-بوتانول، مجموعة ثانوي-بوتيل  بالأزرق.
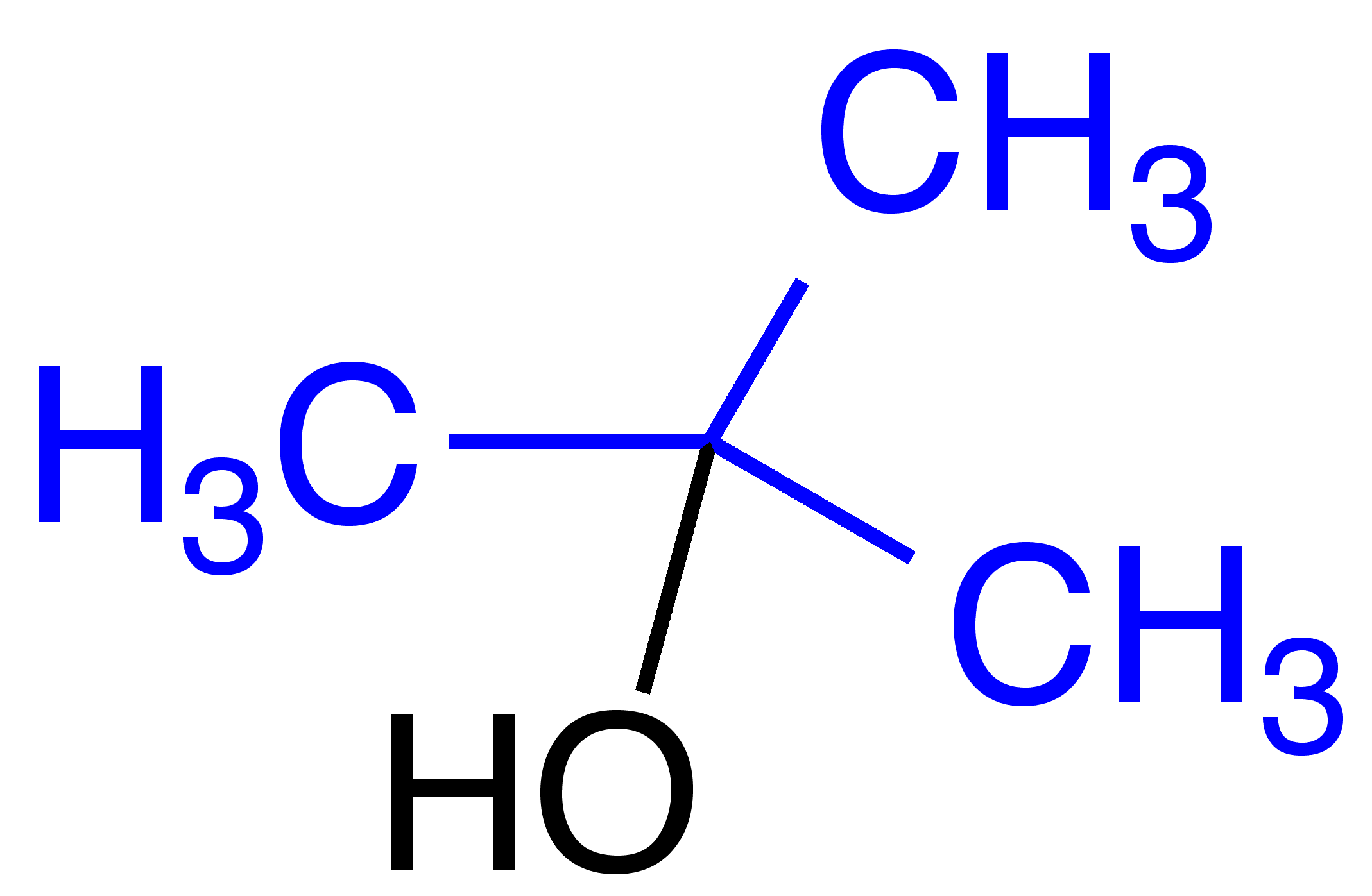
ثالثي-بوتانول، مجموعة ثالثي-بوتيل بالأزرق.

## اقرأ أيضاً
- ألكيل
- فلوريد رباعي بوتيل الأمونيوم